# Alfons Jordà
Alfons Jordà (en occità: Anfós Jordan; 1103-1148) va ser comte de Roergue, després de Tolosa, duc de Narbona i marquès de Provença. Era el segon fill de Ramon IV de Tolosa, nascut de la unió amb la seva tercera dona, Elvira Alfònsez. Va néixer davant de Trípoli i va ser batejat a les aigües del Riu Jordà, d'aquí el seu nom Alfons Jordà. Va succeir el seu germà Bertran de Tolosa el 1112.

## Biografia
Nascut a Palestina, va ser dut a Occident encara molt jove, va ser educat en la part oriental dels seus territoris (comtat de Sant Gèli, marquesat de Provença, Bèucaire i la terra d'Argença), ja que Tolosa havia estat ocupada per Guillem IX de Poitiers i duc d'Aquitània. Assetjat Alfons Jordà el 1123 per Guillem IX d'Aquitània i Ramon Berenguer III a l'Aurenja, les milícies tolosanes van aconseguir de deslliurar-lo per dur-lo a Tolosa.
De 1134 a 1143, va provar d'emparar-se sense èxit del vescomtat de Narbona aprofitant la minoria d'edat de la seva hereva, Ermengarda de Narbona.
El 2 de setembre de 1143 a Fòrcas va rebre en feu de Ramon de Montredon l'Argença, un petit territori entre Bellcaire i Sant Geli).
El 1148 va participar en la Segona Croada on hi va morir suposadament assassinat. El va succeir el seu fill Ramon V de Tolosa.

## Matrimoni i fills
El 1125 es va casar amb Faidida, filla de Ramon Decan, senyor de Posquières i d'Usès, amb qui va tenir tres fills:
- Ramon V (1134 - † 1194), comte de Tolosa
- Alfons, citat el 1155 i el 1177
- Faidiva (1133 - † 1154), casada el 1151 amb Humbert III, comte de Savoia.